# Халонг (город)
Хало́нг (вьет. Hạ Long), ранее — Хонгга́й (вьет. Hồng Gai) — город провинциального подчинения в северо-восточной части Вьетнама. Административный центр провинции Куангнинь.

## География
Абсолютная высота — 0 метров над уровнем моря. Расположен примерно в 160 км к северо-востоку от Ханоя. Город состоит из двух частей: восточного Халонга, где сконцентрированы административные здания и промышленные предприятия, и западного Халонга, где располагаются отели для туристов. Обе части соединены между собой мостом.

## Население
По данным на 2013 год численность населения составляет 158 171 человек.
Динамика численности населения города по годам:
| 1989    | 1992    | 2000    | 2013    |
| ------- | ------- | ------- | ------- |
| 123 102 | 127 484 | 141 100 | 158 171 |

## Экономика
Ранее экономика города была основана на добыче угля (Vinacomin). В последнее время быстрыми темпами развивается туристическая отрасль.